# Capucho
Nuno Fernando Gonçalves da Rocha, meglio noto come Capucho (Barcelos, 21 febbraio 1972), è un allenatore di calcio ed ex calciatore portoghese, di ruolo centrocampista, tecnico del Covilhã.

## Caratteristiche tecniche
Era un centrocampista di fascia destra.

## Carriera

### Club

#### Portogallo
La prima squadra professionistica di Capucho è il Gil Vicente, nel quale debutta nel 1990, a 18 anni, disputando 50 partite nel periodo dal 1990 al 1992, segnando tre volte. Nel 1992 il giocatore viene acquistato dallo Sporting Lisbona, e a 20 anni gioca in una delle squadre più titolate del Portogallo.
Nel periodo allo Sporting Capucho segna 10 volte in 65 partite, guadagnandosi una discreta fama nazionale. Nel 1995 vince la Coppa del Portogallo con la squadra di Lisbona, guadagnandosi così il suo primo trofeo ufficiale.
Nel 1995 viene acquistato dalla squadra del Vitória Sport Clube, che lo fa giocare da titolare e gli fa guadagnare la nazionale, nel 1996. Nel 1997 avviene una svolta nella carriera di Capucho, che viene acquistato dal Porto.
Nella società di Oporto il giocatore vince molto, a cominciare dalla Primeira Liga del 1998, seguito dalla vittoria nella Coppa del Portogallo dello stesso anno. Nel 1999 vince nuovamente il campionato, e la supercoppa nazionale. Il 2003 è indubbiamente un anno d'oro per il Porto, che vince campionato, coppa nazionale e Coppa UEFA realizzando un treble impressionante. Nello stesso 2003 Capucho viene acquistato dal Rangers dopo una lunga trattativa.

#### L'esperienza in Scozia
L'allenatore Alex McLeish acquista il giocatore dalla società portoghese considerandolo il sostituto di Claudio Caniggia, svincolatosi dal club in quello stesso anno. Nonostante le prestazioni del portoghese siano piuttosto convincenti, con 6 gol in 32 partite, il club scozzese decide di cedere il giocatore al Celta Vigo. Essendosi trasferito dal Porto ai Rangers, Capucho non potrà partecipare alla vittoriosa campagna dei portoghesi in Champions League che vedrà la vittoria della squadra di José Mourinho.

#### Celta Vigo e il ritiro
Capucho approda nel 2004 alla squadra spagnola del Celta Vigo, ma gioca poco, solo 19 partite, non andando mai a segno. Al termine della stagione 2004-2005 il giocatore decide di ritirarsi dal calcio giocato a 33 anni.

### Nazionale
Capucho disputa con la nazionale di calcio portoghese le Olimpiadi di Atlanta 1996, prima di essere convocato da Humberto Coelho per Euro 2000. Nel 2002 gioca 8 delle 10 partite di qualificazione a Corea del Sud-Giappone 2002, venendo incluso nella lista dei convocati per i mondiali nippo-coreani.

## Palmarès

### Club

#### Competizioni nazionali
- Campionato portoghese: 3

Porto: 1997-1998, 1998-1999, 2002-2003
- Coppa del Portogallo: 5

Sporting Lisbona: 1994-1995
Porto: 1997-1998, 1999-2000, 2000-2001, 2002-2003
- Supercoppa di Portogallo: 3

Porto: 1999, 2000, 2002

#### Competizioni internazionali
- Coppa UEFA: 1

Porto: 2002-2003

### Nazionale
- Campionato mondiale Under-20: 1

Portogallo 1991